# Lancia Astura
Lancia Astura är en personbil, tillverkad av den italienska biltillverkaren Lancia mellan 1931 och 1939.
Lancia ersatte Lambdan med två nya modeller: den mindre fyrcylindriga Artena och den större åttacylindriga Astura. Bilarna introducerades på Bilsalongen i Paris hösten 1931. Modellerna delade mycket av tekniken, med bland annat individuell framhjulsupphängning med Lancias teleskoprörsfjädring och en smal V-motor. Likt de sista Lambda-bilarna hade Asturan separat chassi och den blev, liksom den större Dilambdan, en favorit bland italienska karossbyggare. Sedan den gammalmodiga Dilambdan försvunnit 1935 övertog Asturan rollen som märkets flaggskepp. 
Lancia räknade inte årsmodeller, utan bilen tillverkades i serier varefter olika förbättringar infördes:
- Första serien, tillverkad mellan 1931 och 1932 i 496 exemplar.
- Andra serien, tillverkad mellan 1932 och 1933 i 750 exemplar. Modifierad montering av motorn i chassit, för tystare och mer vibrationsfri gång.
- Tredje serien, tillverkad mellan 1933 och 1937 i 1 243 exemplar. Modifierat chassi med två olika hjulbaser, ny större motor, kylaren och vindrutan lutas för att passa mer aerodynamiska karosser enligt tidens mode, servobromsar införs.
- Fjärde serien, tillverkad mellan 1937 och 1939 i 423 exemplar. Endast en hjulbas för stora karosser tillverkas, hydrauliska bromsar införs.

## Motor
Motorn var en smal V8 med ett gemensamt cylinderhuvud. I centrum av cylinderhuvudet fanns en enkel kamaxel som styrde alla ventiler via vipparmar. Första motorn hade 19° vinkel mellan cylindrarna, andra motorn drygt 17°.
| Modell  | Motor              | Cylindervolym | Effekt | Bränslesystem   |
| ------- | ------------------ | ------------- | ------ | --------------- |
| S.1-S.2 | 8-cyl V-motor SOHC | 2606 cm³      | 72 hk  | Enkel förgasare |
| S.3-S.4 | 8-cyl V-motor SOHC | 2973 cm³      | 82 hk  | Enkel förgasare |